# Molí del Sedenyes
El Molí del Sedenyes és una obra del municipi de la Baronia de Rialb (Noguera) inclosa en l'Inventari del Patrimoni Arquitectònic de Catalunya. Actualment no ens resta res del molí. A sobre es va construir una piscifactoria.